# Kościół Matki Bożej Królowej Polski w Gorzykowie
Kościół Matki Bożej Królowej Polski w Gorzykowie – rzymskokatolicki kościół parafialny należący do parafii pod tym samym wezwaniem (dekanat witkowski archidiecezji gnieźnieńskiej). Znajduje się we wsi Gorzykowo, w gminie Witkowo, w powiecie gnieźnieńskim.
Jest to świątynia wzniesiona w 1981 roku na miejscu wcześniejszej, przebudowanej na cele religijne w 1958 roku z budynku gospodarczego. Parafia została erygowana w 1958 roku przez księdza kardynała Stefana Wyszyńskiego, Prymasa Polski.
Kościół jest kontynuacją świątyni we wsi Odrowąż, wybudowanej w 1643 roku i zniszczonej przez huragan w 1866 roku.